# Opel Calibra
Opel Calibra foi um coupé desportivo europeu baseado na mecânica da primeira geração do sedã Vectra. Foi apresentado em 1989 no Salão de Frankfurt. Um dos automóveis mais belos já produzidos, trazia inovações no design e seu coeficiente aerodinâmico (capacidade que o carro tem de vencer a resistência do ar) é digno de carros atuais: apenas 0,26.
Entre 1989 e 1997 foram fabricadas 239.118 unidades do Calibra. Seu sucessor foi o Astra Coupé, lançado em 1999.

## Especificações
- Distribuição de peso: 60% na dianteira
- Coeficiente aerodinâmico: 0.26[2]
- Área frontal de 1,81 m2 (o melhor fator de penetração aerodinâmico de um carro de produção em série do mundo).
- C20XE, este é o código do motor para indicar o 2.0 16v DOHC (duplo comando), com injecção electrónica da Opel:
  - C: O carro é equipado com catalisador.
  - 20: Cilindradas, 2000cc, ou 2.0L.
  - X: Taxa de compressão, de 10.0 a 11.5 (10.5:1).
  - E: Injecção electrónica multi ponto (sequencial).
- O Calibra usa sensor antidetonação, e controla o ponto do motor automaticamente pela central. O curso do pistão é de 86 mm, e o diâmetro do pistão também é de 86 mm. As válvulas de escape possuem miolo de sódio, para melhor refrigeração.
- O sistema de escape é "cross flow", sendo o colector no formato 4x2x1. Usa sonda lambda de 3 fios para controle da mistura.
- O motor 2.0 16v do Calibra tem 150 cavalos, fazendo o 0–100 km/h em 8,5 segundos, 0-402 metros em 16,4 segundos, 0-1000 metros em 29.6 segundos.
- A potência especifica é de 75 cavalos/litro, e 97.6 Nm/litro.
- O Calibra possui duplo comando de válvulas (DOHC: double overhead camshaft), injecção sequencial (SFI: sequencial fuel injection), câmbio manual de 5 marchas (relações de marchas:1ª: 3,55:1 / 2ª: 2,16:1 / 3ª: 1,48:1 / 4ª: 1,13:1 / 5ª: 0,89:1 - diferencial: 3,55:1).
- O sistema eléctrico usa bateria de 12V, de 55Ah, com alternador de 120A. O tanque de combustível acomoda 62 litros de gasolina e a capacidade do porta-malas é 300L, e 980L com o banco traseiro rebatido.
- Os freios usam discos ventilados na dianteira, e sólidos na traseira, com duplo circuito hidráulico e válvula equalizadora de frenagem, além do sistema antibloqueio (freio ABS: antilock braking system) de 2ª geração.
- A suspensão conta com barras estabilizadoras dianteira e traseira, molas helicoidais tipo barril na traseira, sendo independente tipo "McPherson" na dianteira.
- Os pneus utilizados são Firestone, na medida 195/60 R15 montados em rodas de liga leve (incluindo o estepe) de 15" por 6J de largura. O offset é ET49.

## Na Europa

### Versões
Na Europa estavam disponíveis algumas versões de motor e acabamento:
- 2.0 8V com 115 HP a 5200 RPM
- 2.0 16V com 150 HP a 6000 RPM
- V6 2.5 com 170 HP a 6000 RPM
- Turbo com tração integral e câmbio de 6 marchas - 2.0 16V com 204 HP a 5600 RPM
- Existiram versões 2.0 16V sem turbo e com tração integral (é uma versão raríssima existente em Inglaterra)
- Existiram 2.0 16v sem ar condicionado e sem teto solar

## No Brasil
No Brasil, o Calibra foi comercializado entre 1993 e 1995, somente na versão 16V (com o motor C20XE). As unidades vinham da Alemanha e eram nacionalizadas no Brasil com a troca dos emblemas Opel para Chevrolet (tampa L do motor, calotas centrais, almofada do volante e emblemas da tampa traseira e capô).
No mundo, foram produzidas 61.042 unidades com esta motorização, em um total de 239.118 unidades produzidas. Para o Brasil, oficialmente foram comercializadas 1.601 unidades, nas cores: preto nova, branco casablanca, vermelho magma, azul nautilus e verde floresta.
De acordo com a base do Denatran, estão dividos em:
- Ano 1993 - 139 unidades
- Ano 1994 - 535 unidades
- Ano 1995 - 927 unidades

Para o ano de 1995 o Calibra vendido no Brasil recebeu pequenas mudanças estéticas em relação aos modelos anteriores. Dentre as principais mudanças destacam-se a mudança do emblema do capô para a grade dianteira com o V cromado (curiosamente adotado da versão Vauxhall), painel com fundo branco e novas rodas de 15 polegadas em formato estrela.

## Galeria

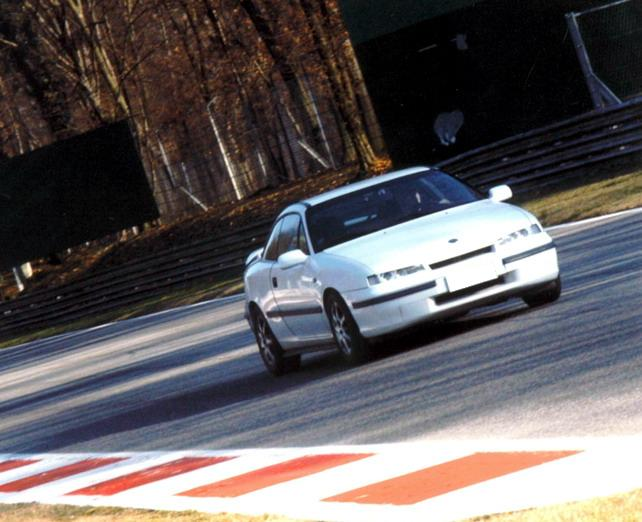
Opel Calibra em Monza.
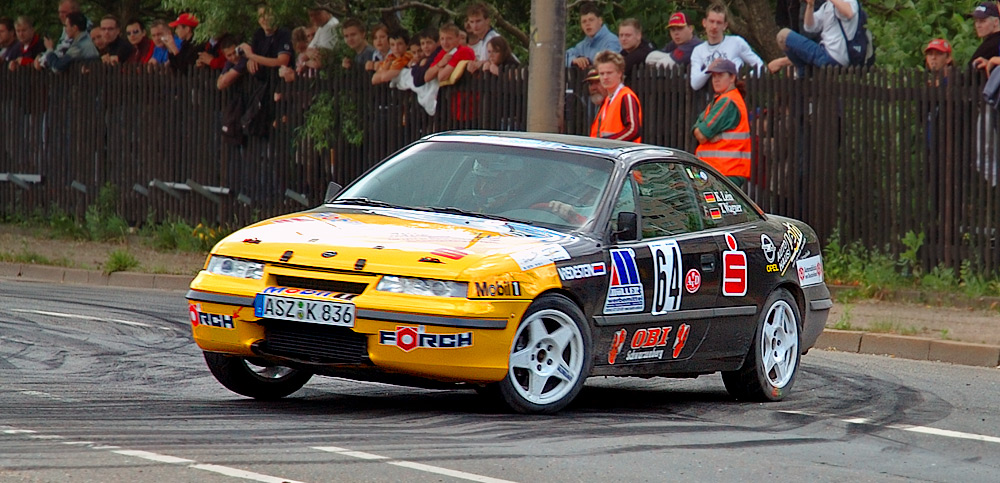
Versão rally com turbo e 4x4.